# Избирательные округа штата Вашингтон

Избирательные округа штата Вашингтон после 2023 г.

В настоящее время американский штат Вашингтон состоит из 10 избирательных округов. С момента установления границ территории Вашингтона в 1853 году и до получения статуса штата в 1889 году данная территория избирала одного человека, который представлял штат и не имел права голоса, в Палату представителей Соединенных Штатов Америки. В различные периоды своей истории штат избирал одного или нескольких представителей.

## Нынешние округа и их представители
Здесь представлен список членов Палаты представителей США от штата Вашингтон, границы округов и политические рейтинги округов (по данным КПИ). По состоянию на 2023 год, делегация насчитывает 10 членов (8 демократов и 2 республиканца).
| Округ | Представитель (Резиденция)        | Партия          | Действующий с  | Рейтинг округа | Карта округа |
| ----- | --------------------------------- | --------------- | -------------- | -------------- | ------------ |
| 1     | Сьюзан Дельбене (Медина)          | Демократическая | 13 ноября 2012 | Д+13           |              |
| 2     | Рик Ларсен (Эверетт)              | Демократическая | 3 января 2001  | Д+9            |              |
| 3     | Мари Глюзенкамп Перес (Стивенсон) | Демократическая | 3 января 2023  | Р+5            |              |
| 4     | Дэн Ньюхаус (Саннисайд)           | Республиканская | 3 января 2015  | Р+11           |              |
| 5     | Кэти Макморрис-Роджерс (Спокан)   | Республиканская | 3 января 2005  | Р+8            |              |
| 6     | Дерек Килмер (Гиг-Харбор)         | Демократическая | 3 января 2013  | Д+6            |              |
| 7     | Прамила Джэйапал (Сиэтл)          | Демократическая | 3 января 2017  | Д+36           |              |
| 8     | Ким Шрайер (Саммамиш)             | Демократическая | 3 января 2019  | Д+1            |              |
| 9     | Адам Смит (Белвью)                | Демократическая | 3 января 1997  | Д+21           |              |
| 10    | Мэрилин Стриклэнд (Такома)        | Демократическая | 3 января 2021  | Д+7            |              |

## Исторические местоположения округов
Таблица с картами избирательных округов в штате Вашингтон, демонстрирует изменения границ округов в период с 1973 по 2013 год.
| Год         | Карта штата | Карта залива Пьюджет |
| ----------- | ----------- | -------------------- |
| 1973–1982   |             |                      |
| 1983–1984   |             |                      |
| 1985–1992   |             |                      |
| 1993–2002   |             |                      |
| 2003–2013   |             |                      |
| 2013 - 2023 |             |                      |

## Процедура изменения границ округов
Вашингтон является одним из 22 штатов, которые самостоятельно осуществляют контроль над изменением границ округов штата. Избирательные округа штата определяются комиссией штата Вашингтон по изменению границ. В данную комиссию входят четыре человека, которые назначаются каждые десять лет. Они голосуют за назначение пятого беспартийного председателя, который не имеет права голоса. Комиссия распускается после утверждения плана границ округов.
В 1981 году республиканцы попытались разделить Спокан, расположенный в 5-м округе Тома Фоули,  на два округа, однако на это предложение было наложено вето губернатором Джоном Спеллманом. После изменения границ округов в 1982 году федеральный суд выпустил постановление об отмене границ округов в связи с  сильными различиями округов в численности населения. В 1983 году комиссия из пяти человек были составили новую карту границ во избежание дальнейших проблем. В 1983 году избиратели одобрили бюллетень по изменению конституции штата для создания постоянной комиссии по изменениям границ. Первая комиссия, созданная в соответствии с изменениями, завершила свою работу в рамках изменения границ в 1991 году.

## Внешние ссылки
- Комиссия по перераспределению штата Вашингтон

## Комментарии
1. ↑  Несмежная восточная часть округа 6 (зеленый цвет) фактически является частью округа 8 (синий цвет).